# Хермес ранний елово-лиственничный
Хермес ранний елово-лиственничный, или хермес ранний лиственнично-еловый (лат. Adelges laricis), — вид полужесткокрылых из семейства Adelgidae.

## Описание
Имаго основательниц — буро-зелёные с синевато-белым восковым длинным пушком на теле откладывают жёлто-зеленые яйца. Основательницы на лиственнице — коричневые, покрыты восковым налётом на конце тела, откладывают зеленовато-бурые яйца. Бескрылые тли на лиственнице — выпуклые, тёмно-коричневые с восковым налётом на конце брюшка. Откладывают зеленовато-бурые яйца и покрывают их комочком из восковых нитей. Крылатые тли перелетающие с ели на лиственницу имеют тёмно-красную или красновато-бурую окраску, откладывают на лиственницу жёлто-красные с зеленоватым оттенком яйца на лиственницу. Личинки на ели имеют овальную форму, окрашены в чёрный или зеленовато-чёрный цвет. Восковидные щетинки на теле — короткие. На лиственнице зимуют зеленовато-бурые личинки. Полоноски, перелетающие с лиственницы на ель — зеленовато бурые, откладывают жёлто-зелёные, тёмно-жёлтые или красноватые яйца. Самки, вышедшие из этих яиц, имеют красно-жёлтый цвет, самцы — грязно-оливково-зелёный.

## Жизненный цикл
Вид имеет сложный жизненный цикл со сменой кормового растения. Личинки основательниц появляются на ели европейской или сибирской в середине апреля. Взрослые тли появляются в начале мая. Слюна тлей содержит биологически активные вещества, приводящие к распусканию почек на несколько дней раньше срока. Повреждённый побег превращается в галл, покрытый восковым налётом, который вначале светло-зелёные, позже становятся желтоватыми. Размеры галла от 10 до 18 мм. Галл заканчивается пучком хвоинок или неизменённым окончанием побега. Чешуйки по краям галла могут иметь красный или желтоватый оттенок. Основательницы откладывают до 100 яиц. Развитие яиц продолжается 8—12 дней. Личинки вышедшие из яиц вначале питаются на поверхности галла, позднее забираются внутрь. После этого галл плотно закупоривается. Личинки вышедшие из яиц после закупорки галла — погибают. Формирование галла заканчивается в течение июня. Галл к этому времени высыхает и его камеры раскрываются. В конце июня или начале июля из раскрывшегося галла выходят тли мигрирующие на лиственницу. В Латвии наиболее сильно повреждают лиственницу европейскую и лиственницу Сукачёва. Каждая тля на лиственнице тли откладывает до 20 яиц, из которых через 10—16 дней появляются личинки. Эти личинки не питаются, а зимуют в щелях побегов. В апреле следующего года личинки начинают питаться на побегах у основания почек. В начале мая появляются взрослые блестящие тли коричневого цвета, они откладывают множество зеленовато-бурых яиц. Личинки вышедшие из этих яиц бурые личинки сосут хвою лиственницы, которая желтеет и изгибается. В дальнейшем часть потомков этих тлей теряет крылья, остаётся на лиственнице и размножается партеногенетически. Другая часть мигрирует на ель, где откладывает яйца, из которых выходят самцы и способные к спариванию самки. Личинки первого возраста зимуют на поверхности почек ели.

## Классификация
Вид подразделяют на два подвида:
- Adelges laricis laricis Vallot, 1836
- Adelges laricis potaninilaricis Zhang in Zhang et al., 1980

## Распространение
Вид распространён в Северной Америке, Западной Европе, Казахстане, Сибири, Сахалине, в Японии и Корее.

## Вредоносность и меры борьбы
По сравнению с немигрирующими видами хермесов степень опасности этого вида меньше. Вредят, преимущественно, молодым насаждениям и деревьям в культурных посадках и питомниках. Для борьбы используют опрыскивание различными химическими препаратами.